# Camila (telenowela)
Kamila (hiszp. Camila) – meksykańska telenowela wyprodukowana w 1998 roku. Jest to remake telenoweli Viviana z 1978 roku. W rolach głównych Bibi Gaytán i Eduardo Capetillo oraz Adamari López.

## Fabuła
Historia prostej, wiejskiej dziewczyny, która przenosi się do dużego miasta. Camila poznaje w Meksyku przystojnego adwokata Miguela, w którym się zakochuje. Oboje biorą ślub cywilny. Ich ślub kościelny planuje się na kilka tygodni później. Niestety ślub się nie odbywa, bowiem Miguel porzuca Camilę i bierze kolejny ślub, tym razem z córką swojego pracodawcy – Mónicą. Camila jest zrozpaczona, w dodatku okazuje się, że jest w ciąży. Nie może wybaczyć bigamii męża i postanawia wychować swoje dziecko sama.

## Wersja polska
W Polsce telenowela była emitowana po raz pierwszy w telewizji TVN od 25 listopada 1999 do 29 marca 2000 o godz. 18.00. Powtórną emisję mieliśmy poznać od 16 marca 2001 do 20 lipca 2001 o godzinie 6.00. W ramówce TVN telenowelę zastąpił serial Prawo do szczęścia.
Opracowaniem wersji polskiej zajęło się ITI Film Studio na zlecenie TVN. Autorką tekstu była Marta Śliwińska. Lektorem serialu był Mirosław Utta.

## Obsada
- Bibi Gaytán jako Camila Flores
- Eduardo Capetillo jako Miguel Gutierrez
- Adamari López jako Mónica Iturralde
- Enrique Lizalde jako Armando Iturralde
- Gabriela Goldsmith jako Ana Maria Iturralde
- Kuno Becker jako Julio Galindo
- Daniel Gaurvy jako Hernan Galindo
- Rafael Inclan jako Luis Lavalle
- Patricia Martínez jako Rosario Juarez
- Rebeca Mankita jako Natalia Galindo
- Maleni Morales jako Mercedes Escobar
- Martha Navarro jako Digna
- Raquel Pankowsky jako Gloria
- Arlette Pacheco jako Iris Molina
- Manuel Guizar jako Dr. Fuentes
- Lisette Morelos jako Ingrid
- Enrique Becker jako Artemio
- Myrrha Saavedra jako Señora Urquidi